# Collastoma wahli
Collastoma wahli är en plattmaskart. Collastoma wahli ingår i släktet Collastoma och familjen Umagillidae. Inga underarter finns listade i Catalogue of Life.